# Getto van Mińsk Mazowiecki
Het Getto van Mińsk Mazowiecki was een door nazi-Duitsland in 1940 opgezet getto in de stad Mińsk Mazowiecki in Polen. Zo'n 7000 Joden uit de stad en directe omgeving werden hier bijeengedreven.
Tijdens Aktion Reinhard in 1942 werden de gevangenen bijeengedreven en per trein afgevoerd naar Treblinka. Naar schatting 1300 Joden ontsnapten aan de transporten en bleven achter. De SS'ers executeerden iedereen die ze te pakken kregen. Enige honderden kwamen op verschillende momenten in opstand en vonden de dood in gevechten.
Alfabetisch op naam.  Indien een kamp meerdere rollen had, staat het in de "hoogste" groep.
Zie ook: Lijst van naziconcentratiekampen · Jappenkampen in Nederlands-Indië · Lijst van jappenkampen